# Talmeca perplexa
Talmeca perplexa är en fjärilsart som beskrevs av William Schaus 1906. Talmeca perplexa ingår i släktet Talmeca och familjen tandspinnare. Inga underarter finns listade i Catalogue of Life.